# Renanthera philippinensis
Renanthera philippinensis är en orkidéart som först beskrevs av Oakes Ames och Eduardo Quisumbing y Argüelles, och fick sitt nu gällande namn av Louis Otho Otto Williams. Renanthera philippinensis ingår i släktet Renanthera och familjen orkidéer.
Artens utbredningsområde är Filippinerna. Inga underarter finns listade i Catalogue of Life.